# 野水伊織
野水 伊織（のみず いおり、1985年10月18日 - ）は、日本の声優、女優、歌手、タレント、作詞家。群馬県桐生市生まれの北海道札幌市育ち。アーティストとしての活動時はひらがなの野水いおり名義を使用している。

## 来歴
プロダクション・エース演技研究所出身。プロダクション・エースを経て、CYBER CONTENTS所属。
小さい頃、舞台をしようと、子役の劇団に入団。
その後は、小説家を目指したり、教育大学を目指したり、地元でスクールに通っていたりしつつ、「この先を考えたとき食べていける役者になりたい」と真剣に考えていた時期があったという。
舞台女優になりたいと思っており、アクターズスタジオ北海道で勉強していたが、あまり演劇のカリキュラムがなかったという。
その頃、安室奈美恵、倖田來未が流行する直前ぐらいでダンサー、歌手でデビューしたい人物などが多く、「野水はリズム感がなさすぎるからダンスをしっかりやれ」と言われたり、ダンスのカリキュラムも取り、土日にもがっつりレッスンがあったという。平日はグループ分けのレッスンがあるぐらいだったが、そのうち「歌だけじゃなく、芝居をやりたい」という仲間が何人かできたため、社長に「演劇のクラスを作って下さい」と直談判して、俳優プロジェクトを作って貰ったという。地元のCM、営業がとってきた仕事やったり、舞台にも出演させてくれたが、その社長と喧嘩していたという。
大手芸能事務所に決まり、女優になろうと行っていたが、その事務所は文化人、年齢の高い俳優が多く、童顔なため、「オーディションに出しても箸にも棒にも引っかからない」、「だから自分で好きな仕事とってきていいよ」と言われていたという。放任主義で自由にしてもらっている中で、客とチャットをしながら一緒にゲームをして、オーディション型番組に参加させて貰ったという。その会社がタレント事務所を持つと言うため、移籍。秋葉原のメイドカフェでバイトをしていたため、アキバ系の活動に移っていたという。
2005年7月より放送された、フジテレビ系ドラマ『電車男』シリーズ全てに、Aちゃんねる掲示板住人のメガネっ娘コスプレイヤー、鏡萌役としてレギュラー出演し、全国的に知名度を上げる。またPlayStation 2『少女義経伝 弐〜刻を越える契り〜』や着ボイスなどの携帯電話コンテンツなどにも出演する。11月に開店した現役のアイドルがメイドとして勤務するメイド喫茶「Amusement Cafe めいどinじゃぱん」でメイドを務める。12月21日、KNS EntertainmentよりCDアルバム『Alice of…』を発売。
2006年6月、TBS系のドラマ『アキハバラ@DEEP』にレギュラー出演。
2007年10月よりフリーとなり、作詞・作曲の提供、小説の執筆など作家として活動を行う。
2009年、声優としてプロダクション・エースに所属。声優になろうと思ったきっかけは「自分が嫌いだったから」と語っており、子供の頃に見ていたアニメで、「ああ、こういう世界があるんだ」と思ったのが一つだったという。「声がかわいくないと無理だ」という勝手なイメージがあり、秋葉原で活動して、ドラマに出させてもらう中で色々考えていたという。「そこで仕事してくれることは可能だったのかもしれないが、自分がやりたいことがある」と思い、もう一回考え直してみようと思っていたところち芝居がしたい気持ちが残っていたという。「じゃあドラマなのかなんなのか」と考えていたところアニメへの憧れが残ったという。「アニメだったら男の子役も、魔法生物役もできるし楽しそう」、「自分じゃない人になれるのがいいな」と思っていたらである。所属後初の仕事は『アニソン★カフェ ゆめが丘』（tvk）へのレギュラー出演。2010年5月14-17日、中国で開催された『中国国際ニューメディア祭』にてライブを中心としたイベントを行う。
2011年、ソロアーティスト「野水いおり」として、テレビアニメ『これはゾンビですか?』のオープニング主題歌「魔・カ・セ・テ Tonight」を担当。2012年、『うぽって!!』で共演した富樫美鈴、佐土原かおり、味里と共に声優ユニット「sweet ARMS」を結成。
2015年4月にアニメシアターX（AT-X）の声優番組で初レギュラーとなる『はにかみ女王 野水伊織のシャイでごめんね』に出演。同番組は2015年9月まで放映した。
2022年2月28日、声優デビュー以来所属していたプロダクション・エースを退所。

## 人物・交友
性格は極めて真面目で謙虚で礼儀正しい。また、ゲスト出演した『エムサスタイル』のパーソナリティーの斎藤千和は、「真面目でしっかりした印象を受けた」と語っている。
漢検準2級を所持。
年齢を自ら語ることは無いが、小清水亜美が「私と同い年(小清水は1986年2月15日生まれで、生年は異なるが同学年である)」と発言している。大亀あすかや小清水亜美と親交がありプライベートでも仲が良い。
主に『そらのおとしもの』で共演した繋がりから美名、喜多丘千陽、『SWEET ARMS』内のメンバーである佐土原かおり、藏合紗恵子、富樫美鈴、味里と共演する事が多い。また斎藤千和、月宮みどりとも共演する機会が多い。
憧れの声優には高山みなみの名前を挙げている。

## エピソード
『そらのおとしもの』のニンフ役で声優デビューしたが、『おまもりひまり』の1話は制作がかなり早かったため、偶然にもニンフが登場する『そらのおとしもの』第6話のアフレコと同じ日の数時間後に九崎凛子役のアフレコが行われた。
2010年2月11日に開催された、野水伊織初ソロイベント「凛子のおとしもの〜野水伊織ナイト〜」定員の2倍以上150人以上のファンが集まり、イベントの行われたゲーマーズ本店の8階から1階までの階段、そして外まで抽選をするための行列ができた。推定100人弱のファンは抽選に落ち入れなかった。その後、自身の2月12日のブログに感謝の気持ちと入れなかった方への優しいフォローをしている。
アーティストとしてのデビューに際し、「伊織」を「いおり」と平仮名表記にしていることについて、「今回はアーティストとして私本人として歌うにあたり、普段とは違う世界観を表現する為に、マネージャーやスタッフさんと相談して決めた」という旨を、『声優グランプリ』などのインタビューで語っている。
「伊織」の由来を確認した時、返答として「武士の名だ」と答えられたと、語っている。尚、名付けたのは母と祖母。
「Amusement Cafe めいどinじゃぱん」でメイドをしていた時期、メイド喫茶「ぴなふぉあ」のメイドでタレントとしても活動している田川まゆみが一押しのメイドとして野水の名を挙げていたことがある。
2012年5月27日、札幌の「音楽処」というCDショップでインストアイベントを行い、初めて仕事で故郷の札幌に凱旋した。この時、集まったファンから「おかえり」というお迎えの言葉をもらえて本当に嬉しかったと、自身のブログで記述している。

## プロフィール
特技は作詞、国語、漢字、文章書き、料理（特にお菓子作り）。趣味は脚本や小説、映画鑑賞、俳句を書く事、歌う事、読書、天然石を使った小物やアクセサリー作り、ご当地キティ集め（特にキモカワなキティ）。
好きなコンピュータゲームは『女神転生』『ペルソナ』『俺の屍を越えてゆけ』『リンダキューブ』など、独特の個性を備えたやりこみ要素の強いもの。また、映画・小説・ゲーム・漫画と、ジャンルを問わずホラー作品を愛好している。特に映画については年間200本前後視聴している。
読書好きなことから、書評イベント「ビブリオバトル☆スター決戦」（2018年11月19日、紀伊國屋ホール）に6人のうちの1人として登壇。小林由香の小説『ジャッジメント』を推した。
他にも、カホンという箱状の打楽器が好きで、『A&G ARTIST ZONE 2h』のパーソナリティだった頃に演奏するコーナーを設けていたり、自身が企画・原作・監督・キャラクターデザインなど、制作の大半を務めた『オリジナル・カホーン・アドベンチャー Cajon's Saga イオリスの冒険』というアニメが制作されたり、ツイッター上での挨拶に「かほーん」と組み込んでいる。
一人っ子である。

## 出演
太字はメインキャラクター。

### テレビアニメ
2009年
- 涼宮ハルヒの憂鬱（2009年版）（女子小学生）
- そらのおとしもの（2009年 - 2010年、ニンフ） - 2シリーズ

2010年
- あそびにいくヨ!（アントニア、ルーロス）
- おまもりひまり（九崎凛子）

2011年
- R-15（紅牡丹）
- いつか天魔の黒ウサギ（安藤美雷）
- お兄ちゃんのことなんかぜんぜん好きじゃないんだからねっ!!（メイド）
- 快盗天使ツインエンジェル〜キュンキュン☆ときめきパラダイス!!〜（女子生徒C、女性客A）
- 神様のメモ帳（女子A）
- これはゾンビですか?（2011年 - 2012年、ハルナ） - 2シリーズ
- STEINS;GATE（メイド）
- セイクリッドセブン（ラウ・フェイゾォイ）
- デッドマン・ワンダーランド（鷹見水名月）
- マケン姫っ!（2011年 - 2014年、櫛八イナホ） - 2シリーズ

2012年
- Another（小椋由美）
- あの夏で待ってる（女の子）
- うぽって!!（ふんこ〈FNC〉）
- えびてん 公立海老栖川高校天悶部（エリザベス・マーガレット〈戸田山泉子〉）
- ラストエグザイル-銀翼のファム-（マリラ）
- 輪廻のラグランジェ（五十嵐しょうこ）

2013年
- 黒魔女さんが通る!!（楠木こころ）
- 生徒会の一存 Lv.2（椎名真冬）
- デート・ア・ライブ（2013年 - 2024年、四糸乃） - 5シリーズ
- とある科学の超電磁砲S（フェブリ、ジャーニー）
- ブラッドラッド（柳冬実）
- 問題児たちが異世界から来るそうですよ?（黒ウサギ）

2014年
- いなり、こんこん、恋いろは。（墨染朱美）
- ガンダムビルドファイターズトライ（サカシタ・ヨミ）
- ハマトラ（書記）
- 棺姫のチャイカ（ヴィヴィ・ホロパイネン） - 2シリーズ

2015年
- 艦隊これくしょん -艦これ-（翔鶴、瑞鶴）
- 空戦魔導士候補生の教官（リコ・フラメル）
- 新妹魔王の契約者（野中胡桃） - 2シリーズ
- 対魔導学園35試験小隊（ラピス）
- トリアージX（三日月はろん）

2016年
- なめこ〜せかいのともだち〜（宇宙なめこ）
- 初恋モンスター（深谷雪）
- 魔装学園H×H（識名京）
- 私がモテてどうすんだ（ダイヤ）

2017年
- 僕の彼女がマジメ過ぎるしょびっちな件（小清水葵）

2018年
- ムヒョとロージーの魔法律相談事務所（2018年 - 2020年、ナナ / 竹乃内菜々） - 2シリーズ

2019年
- 可愛ければ変態でも好きになってくれますか?（南条真緒）

2020年
- どるふろ -狂乱篇-（Z-62）

2022年
- ドールズフロントライン（MP-446、RPD）
- 「艦これ」いつかあの海で（阿武隈）

2025年
- New PANTY & STOCKING with GARTERBELT（ビッチA）

### 劇場アニメ
- そらのおとしものシリーズ（2011年 - 2014年、ニンフ[64][65]） - 2作品[一覧 8]
- ストライクウィッチーズ 劇場版（2012年、ロザリー・ド・エムリコート・ド・グリュンネ）
- セイクリッドセブン 銀月の翼（2012年、ラウ・フェイゾォイ[66]）
- 劇場版デート・ア・ライブ 万由里ジャッジメント（2015年、四糸乃[67]）
- 劇場版 艦これ（2016年、翔鶴、瑞鶴）
- 映画大好きポンポさん（2021年、フランちゃん）

### OVA
2010年
- そらのおとしもの（ニンフ）
- そらのおとしもの コミック9巻 オリジナルアニメDVD付き 限定版（ニンフ）

2011年
- あそびにいくヨ!おーぶいえーであそびきにました!!OVAすぺしゃる（アントニア）
- ベイビー・プリンセス 3Dぱらだいす0（ラブ）（青空）

2012年
- 史上最強の弟子ケンイチ（李雷薙）※単行本47巻の特別版に付属
- 輪廻のラグランジェ（五十嵐しょうこ） - 2シリーズ

2013年
- ブラッドラッド 我輩は猫ではない（柳冬実）※コミックス第10巻Blu-ray付き限定版
- 問題児たちが異世界から来るそうですよ? 〜温泉漫遊記〜（黒ウサギ）※小説第8巻Blu-ray同梱版

2014年
- いなり、こんこん、恋いろは。（墨染朱美）※コミックス第8巻Blu-ray付き限定版
- ふたりエッチ（第3期）（菊池みゆき）

2015年
- 棺姫のチャイカ AVENGING BATTLE（ヴィヴィ・ホロパイネン）

### Webアニメ
- 古町と団五郎（2012年 - 2015年、笹団五郎[72]）
- 伊藤潤二『マニアック』（2023年、藤野輝美[73]）

### ゲーム
2004年
- 七田眞著・超右脳なりきり英語マスターBOOK
- らいぶ雀!

2006年
- カフェペルリナージュ（若松春日）
- 少女義経伝・弐 〜刻を超える契り〜（鈴）
- レッスルエンジェルスSUVIVOR（アリシア、ターニャ、エレナ）

2007年
- 九龍争覇（ゲーム内チュートリアルキャラクター）

2010年
- そらのおとしもの ドキドキサマーバケーション（ニンフ）

2011年
- R-15 ぽーたぶる（紅牡丹）
- いつか天魔の黒ウサギ Portable（安藤美雷）
- Starry☆Sky 〜After Summer〜（小熊美香 他）
- そらのおとしものf Dreamy Season（ニンフ）
- たんていぶ THE DETECTIVE CLUB（奥山凜）
  - 暗号と密室と怪人と
  - 廃部と絵画と爆弾と
  - 失踪と反撃と大団円

- 嫁コレ（2011年 - 2013年、安藤美雷、ハルナ、椎名真冬、野水伊織〈本人役〉）

2012年
- アーシャのアトリエ 〜黄昏の大地の錬金術士〜（ターニャ・フォルタ）
- 新・剣と魔法と学園モノ。刻の学園（キュービット）

2013年
- 1/2 summer+（紗乃末璃）
- 艦隊これくしょん -艦これ-（2013年 - 2021年、翔鶴、瑞鶴、鬼怒、阿武隈、泊地棲鬼、泊地棲姫、速吸、Nelson） - 3作品
- 禁断召喚!サモンマスター （サクヤ）
- 雀聖歌姫 クロノ★スター（桜井空）
- 雀聖学園 クロノ★マジック（鳴海イイコ）
- 生徒会の一存 Lv.2 PORTABLE（椎名真冬）
- デート・ア・ライブ 凜祢ユートピア（四糸乃）
- とある魔術と科学の群奏活劇（柊元響季）
- 必殺仕事人 〜お仕置きコレクション〜（百瀬りり子）
- BLAZBLUE CHRONOPHANTASMA（セリカ＝A＝マーキュリー）
- MIND≒0（リィナ・アルベルティーネ）
- リング☆ドリーム 女子プロレス大戦（ラズベリー咲川）

2014年
- インフィニタ・ストラーダ（シルフィー）
- Wake Up, Girls! ステージの天使（柚沢栞）
- ウチの姫さまがいちばんカワイイ（甘実姫 ショコラ・ラブ）
- デート・ア・ライブ 或守インストール（四糸乃）
- BLAZBLUE CHRONOPHANTASMA EXTEND（セリカ＝A＝マーキュリー）

2015年
- アイドル事変（平沢みゆ）
- XBLAZE LOST:MEMORIES（いもうと）
- 神撃のバハムート（2015年 - 2016年、チェーニ、フランケン）
- デート・ア・ライブ Twin Edition 凜緒リンカーネイション（四糸乃）
- ぷよぷよ!!クエスト（2015年 - 2019年、ペルヴィス、ナソス）
- BLAZBLUE CENTRALFICTION（セリカ＝A＝マーキュリー）

2016年
- Q&Qアンサーズ（雪女）
- 真空管ドールズ（マリー）
- すくみず!〜すくみ荘ミッションZ〜（白銀火蓮）
- デモンズゲート 帝都審神大戦 〜東京黙示録編〜（喪神梨央）

2017年
- 誰ガ為のアルケミスト（マリアンヌ）
- デスティニーチャイルド（クーシー）
- ヴィーナスランブル（ヘルメス）

2018年
- アッシュアームズ-灰塵戦線-（零戦二一型役、P-40Bトマホーク）
- イドラ ファンタシースターサーガ（チロル）

2019年
- 非人類学園（悟静、雨師）
- グラフィティスマッシュ（リナリア）
- メトロ エクソダス（カティア）
- WAR OF THE VISIONS ファイナルファンタジー ブレイブエクスヴィアス 幻影戦争（ナイア）
- クラッシュ・バンディクーレーシング ブッとびニトロ!（ココ・バンディクー）
- メリーガーランド（ケトル）
- クイズRPG 魔法使いと黒猫のウィズ（リンゼ・ブラウ ）

2020年
- アンノウンブライド（プロメテウス）
- インディヴィジブル 闇を祓う魂たち（ヤン）
- ビビッドアーミー（ミミ）
- デート・ア・ライブ 蓮ディストピア（四糸乃）
- ファンタジア・リビルド（2020年 - 2021年、ラピス、リコ・フラメル、四糸乃、ハルナ）

2021年
- エクリプスサーガ（ベヒモス）

2022年
- ダイイングライト2 ステイ ヒューマン（ミア)
- タクティクスオウガ リボーン（クレア・ハルモラーア）

### ドラマCD
- ドリームクラブドラマCD vol.1（2010年、生徒）
- これはゾンビですか? これはゾンビですか? はい、波乱盤上です。（2011年）
- BLAZBLUE PHAZE 0 PROLOGUE（2011年、セリカ＝A＝マーキュリー）※『BLAZBLUE CONTINUUM SHIFTII』初回特典ドラマCD
- 妖精からの贈り物（2012年、朗読＆CVニャン美）
- 空戦魔導士候補生の教官（2014年、リコ・フラメル[122]）
- 空から女の子が降ってきて眠れないCD（2015年、アルサーフィ[123]）
- アパシー  学校であった怖い話（岩下明美）

### 吹き替え
- オンネリとアンネリのおうち（フィンランド語版）（2018年、オンネリ〈アーヴァ・メリカント〉）
- バービー プリンセス&ポップスター（2019年、メレディス）
- バービー ドリームハウスアドベンチャー（2019年、ステイシー[124]）
- 悪霊館（2019年、アシュリー〈シドニー・スウィーニー〉）
- オンネリとアンネリのふゆ（フィンランド語版）（2019年、オンネリ〈アーヴァ・メリカント〉）
- オンネリとアンネリとひみつのさくせん（フィンランド語版）（2020年、オンネリ〈アーヴァ・メリカント〉）
- インビジブル・シングス 未知なる能力（2020年、カヤ〈アンナ・シリン・ハベダンク〉）
- バービー・プリンセス・アドベンチャー（2021年、ステイシー）
- バービーとチェルシー 消えた誕生日（2021年、ステイシー）

### ラジオ
※はインターネット配信。
- そらおと〜ふぉーりん☆らぶ〜（2009年 - 2010年、アニメイトTV※・マリン・エンタテインメント※）
- カドまる情報局（2009年 - 2010年、2011年 - 2015年、文化放送「A&G 超RADIO SHOW〜アニスパ!〜」内の番組）
- おまひま★HR（2009年 - 2010年、アニメイトTV※・マリン・エンタテインメント※）
- これは○▼×ですか？ はい、ラジオです（2010年 - 2011年、フライングドッグ※）
- 勝手にワンサイドゲーム（さっぽろ村FM）コーナー番組「勝手にマシンガントーク」-（脚本も担当）
- 野水伊織のWonder★TeaParty!!（FM伊勢原）
- いつ天ラジオ〜ヒメアとミライの小悪魔生徒会室〜（2011年、音泉※・アニメイトTV※）
- A&G ARTIST ZONE 野水いおりの2h（2011年、超!A&G+※）[125]
- 野水伊織のからあげより好き!（2011年 - 2012年、バナフェス!ラジオ※）
- うぽって!!ラジオ 〜とつげき!!sweet ARMS〜（2012年、HiBiKi Radio Station※）
- 野水伊織のバナ通ラジオ（2012年、バナフェス!ラジオ※）
- 野水伊織のナンカノ王国（2012年、バナフェス!ラジオ※）
- 野水いおりの厨二病をこじらせたワタシがアンタたちも道連れにしてやるラジオ（2013年 - 2015年、超!A&G+※）
- まろに☆えーるのラジオ「まろらじ」（2013年 - 2017年、YouTube※）
- 棺音（ラジオ）のチャイカ（2014年、HiBiKi Radio Station※）[126]
- sweet ARMS放送局 〜RADIO THE TRIGGER〜（2014年、HiBiKi Radio Station※）[127]
- カドまる情報局 NeXT（2015年 - 2016年、文化放送「A&G TRIBAL RADIO エジソン」内の番組）
- まろに☆え〜るのまろらじ（2018年 - 、栃木放送）[128]

### ラジオドラマ
- みみっ娘☆ぼんかふぇ学園（VOICE Newtype cafe：2009年12月11日 - 2010年2月19日） - トーク＋ラジオドラマ（ムース=エキュルイユ）
- MOMOちゃんスーパーファイ!（Mo'FM）（MOMOちゃん）
- 百千さん家のあやかし王子（百千ひまり[129]）

### ラジオCD
- そらのおとしもの 特製ラジオCD
- そらおと〜ふぉーりん☆らぶ〜 DJCD Vol.1 - 2（2010年）
- おまひま☆HR DJCD Vol.2（2010年）
- これは女子力の訓練ですか? はい、ラジオです。 〜ハルナのお茶会 "めっちゃ女子力"〜（2011年）
- これはセーフですか? はい、ラジオです 〜ハルナとお泊まり“めっちゃ夜更かし”〜（2011年）

### CM
実写出演
- tvkアニメまつり2009'（テレビCM）
- とちぎテレビ2011年東日本大震災の復興支援（テレビCM）
- これはゾンビですか?2011年（テレビCM）
- NTT DoCoMo北海道 FOMA（VP）
- 東レ トレシー洗顔クロス（テレビCM）
- ニドー植毛相談所 （テレビCM）
- らいぶ雀!（テレビCM）

ナレーション
- 富士見ファンタジア文庫
  - 2010年2月-3月新刊（テレビCM）
  - 2011年これはゾンビですか?（テレビCM）

- MF文庫J
  - 2019年8月 ライアー・ライアー（テレビCM）
  - 2019年9月 やがて僕は大軍師と呼ばれるらしい（テレビCM）
  - 2019年9月 朝比奈若葉と〇〇な彼氏（テレビCM）
  - 2019年9月 すこ伝説の記録（「スコップ無双　「スコップ波動砲！」(　｀・ω・´)♂〓〓〓〓★(゜Д　゜　;;;).:∴ドゴォォ」（テレビCM）
  - 2019年10月 アキトはカードを引くようです（テレビCM）

- カドカワBOOKS
  - 2019年10月 君は死ねない灰かぶりの魔女（テレビCM）
  - 2019年10月 クレイジー・キッチン（テレビCM）

- アニソン★カフェ ゆめが丘 DVD Vol.0（テレビCM）
- 石丸電気 06' 超省エネエアコン編（テレビCM）
- 石丸電気（ラジオCM）
- KCG文庫 2012年7月新刊（CM動画）

### 携帯コンテンツ
- 着うたフル「みみっ娘☆MAGIC」）（みみっ娘☆ぼんかふぇ学園テーマソング）モバイルニュータイプ（Mobile Newtype）
- 着ボイス）「そらのおとしもの（ニンフ）」モバイルニュータイプ（Mobile Newtype）
- 着ボイス「あいどると遊ぼっ」
- 着ボイス「オンリーワン」
- 着ボイス「アニソン館」
- その他着うた・着うたフル配信

### バラエティ
- アニソン★カフェ ゆめが丘（tvk）レギュラー番組
- TVチャンピオン（テレビ東京）
- 出没!アド街ック天国（テレビ東京）
- 美少女研究所（テレビ東京）
- アニメ530（テレビ東京）
- うたかた（テレビ東京）
- 草野☆キッド（テレビ朝日）
- 情報発信塾アイドル☆レボリューション（tvk）
- オリキュン（フジテレビ）
- ビタミンTV（北海道放送）
- シアター・テレビジョン「シネマネット」レギュラー番組
- Music Japan TV 「ミュージックアイドルバトル」
- 銀玉少女。（エンタ!371）
- 聖美少女学院（エンタ!371）
- パチンコ・パチスロTV「元気ホール見聞録!」
- 探訪！あきはばらスクープ（エンタ!371）
- ドキュメント・ナウ2005'（TBSテレビ）
- ドキュメント・ナウ2006'（TBSテレビ）
- THE・アキハバラ!女と男の最新事情（TBSテレビ）
- カヴァーしようよ!Dream or Money 2ndSTAGE-EXTRA（テレビ東京）
- はにかみ女王 野水伊織のシャイでごめんね（AT-X）
- 神おけ（エンタメ～テレ）
- WSB 〜ワールド シークレット ベース〜（AT-X） - ナレーター（女ボス）
- とにかくゆるく過ごしたい！（AT-X）

### 舞台
- 我愛仙女〜いとしのフェアリー（2004年、主演）
- アニ★ゆめセカンドシーズン 東京・恵比寿 AMGホールでの定期公演（2009年12月25日 - 2010年5月1日、マスター）
- アニ☆ゆめ 東京・恵比寿 AMGホールでの定期公演（2010年6月26日 - 、マスター）
- LinKage〜凛国異聞〜 (2015年、雪)[130]
- アマオト〜星巡ル夜君ヲ探ス (2016年、ジョバンニ)[131]
- 空の彼方の、ちいさなヒカリ (2017年6月21日～6月25日 8回公演（予定））
- 異説 東都電波塔 陰陽奇譚（2023年6月14日 - 18日、池袋シアターグリーンBOX in BOX Theater）

### テレビドラマ
- 電車男（2005年、鏡萌）
- 電車男もう一つの最終回SP『電車男VSギター男!』（2005年、鏡萌）
- アキハバラ@DEEP（2006年、すーたん）
- 探偵A〜Private eye NATSUHI〜（2006年、なつひ）
- 電車男『新春オタク駅伝』（2006年、鏡萌）
- 電車男電車男スペシャル最後の聖戦（2006年、鏡萌）

### 邦画
- 死ガ二人ヲワカツマデ… 第一章 「色ノナイ青」（2012年、海）[132]
- Green Flash（2015年、立花みず穂）

### オリジナルビデオ
- 探偵A 〜Private eye NATSUHI〜 主演（なつひ）

### インターネットTV
- あっ!とおどろく放送局「アイドルさん」
- itv24.com「シネマネット」レギュラー番組
- 世界発信WebTV「J-POP AKIHABARA」（JBS）
- HITPOPSゲッチャTV（ゲッチャTV）
- エルノオト（超!アニメロ） - 高橋凛 役

### ASMR
- 桜木学園癒やし部～2年B組・小杉灯火。色んな音でお耳ケア～（2022年、小杉灯火）
- 平凡な僕と近所の三姉妹 文編（2022年、文（長女））

### その他コンテンツ
- とちぎテレビアニメ専用サイトマスコットキャラクター「とちぎのご当地アイドル「まろに☆えーる」」（春崎野乃花）
- 「マンガ・アニメのまち　にいがた」サポートキャラクター（笹団五郎）
- ニコニコゲーム実況チャンネル 水曜日担当（2016年3月23日〜）
- モテ福（腐麗愛）

## ディスコグラフィ

### シングル
|                              | 発売日                       | タイトル                     | 規格品番                     | 規格品番                     | オリコン最高位               |
| 通常盤                       | 発売日                       | タイトル                     | 限定盤                       |                              | オリコン最高位               |
| インディーズ（野水伊織名義） | インディーズ（野水伊織名義） | インディーズ（野水伊織名義） | インディーズ（野水伊織名義） | インディーズ（野水伊織名義） | インディーズ（野水伊織名義） |
| ---------------------------- | ---------------------------- | ---------------------------- | ---------------------------- | ---------------------------- | ---------------------------- |
| 1st                          | 2006年11月8日                | ミラクル★ドロップス          | RIZU-001                     |                              | 178位                        |
| メジャー（野水いおり名義）   |                              |                              |                              |                              |                              |
| 1st                          | 2011年2月9日                 | 魔・カ・セ・テ Tonight       | VTCL-35102                   |                              | 27位                         |
| 2nd                          | 2012年4月25日                | *** パショナート             | VTCL-35128                   | VTZL-42                      | 26位                         |
| 3rd                          | 2013年1月30日                | Black † White                | VTCL-35142                   | VTZL-52                      | 22位                         |
| 4th                          | 2013年5月8日                 | SAVE THE WORLD               | VTCL-35151                   | VTZL-51                      | 28位                         |
| 5th                          | 2014年4月23日                | DARAKENA                     | VTCL-35180                   | VTZL-80                      | 38位                         |
| 6th                          | 2014年10月29日               | 漆黒を塗りつぶせ             | VTCL-35192                   | VTZL-87                      | 44位                         |
| 7th                          | 2015年7月29日                | D.O.B.                       | VTCL-35204                   | VTZL-97                      | 43位                         |
| 8th                          | 2016年7月27日                | miele paradiso/ちッ          | VTCL-35231                   | VTZL-112                     | 75位                         |

### アルバム
|                              | 発売日                       | タイトル                     | 規格品番                     | 規格品番                     | オリコン最高位               |
| 通常盤                       | 発売日                       | タイトル                     | 限定盤                       |                              | オリコン最高位               |
| インディーズ（野水伊織名義） | インディーズ（野水伊織名義） | インディーズ（野水伊織名義） | インディーズ（野水伊織名義） | インディーズ（野水伊織名義） | インディーズ（野水伊織名義） |
| ---------------------------- | ---------------------------- | ---------------------------- | ---------------------------- | ---------------------------- | ---------------------------- |
| ミニ                         | 2005年12月21日               | Alice of…                    | AKCI-26044                   |                              | 圈外                         |
| メジャー（野水いおり名義）   |                              |                              |                              |                              |                              |
| ミニ                         | 2011年10月19日               | 月虹カタン                   | VTCL-60280                   | VTZL-28                      | 89位                         |
| 1st                          | 2013年8月21日                | Hat Trick                    | VTCL-60355                   | VTZL-67                      | 68位                         |

### タイアップ
| 楽曲                   | タイアップ                                                               | 時期   |
| ---------------------- | ------------------------------------------------------------------------ | ------ |
| 魔・カ・セ・テ Tonight | テレビアニメ『これはゾンビですか？』オープニングテーマ                   | 2011年 |
| もっと愛しあいましょ   | テレビアニメ『森田さんは無口。』オープニングテーマ                       | 2011年 |
| Glory Days             | OVA『史上最強の弟子ケンイチ』エンディングテーマ                          | 2012年 |
| *** パショナート       | テレビアニメ『これはゾンビですか？ オブ・ザ・デッド』オープニングテーマ  | 2012年 |
| 君と永遠に同じ夢を見る | ショートアニメ『CRASH!』スペシャルコラボソング                           | 2012年 |
| Black†White            | テレビアニメ『問題児たちが異世界から来るそうですよ？』オープニングテーマ | 2013年 |
| SAVE THE WORLD         | テレビアニメ『デート・ア・ライブ』エンディングテーマ                     | 2013年 |
| SAVE MY HEART          | テレビアニメ『デート・ア・ライブ』エンディングテーマ                     | 2013年 |
| ストロベリーレイン     | テレビアニメ『デート・ア・ライブ』エンディングテーマ                     | 2013年 |
| DARAKENA               | テレビアニメ『棺姫のチャイカ』オープニングテーマ                         | 2014年 |
| 漆黒を塗りつぶせ       | テレビアニメ『棺姫のチャイカ AVENGING BATTLE』オープニングテーマ         | 2014年 |
| D.O.B.                 | テレビアニメ『空戦魔導士候補生の教官』オープニングテーマ                 | 2015年 |
| miele paradiso         | テレビアニメ『魔装学園H×H』オープニングテーマ                            | 2016年 |
| ちッ                   | テレビアニメ『魔装学園H×H』エンディングテーマ                            | 2016年 |

### 歌手参加作品
| 発売日        | 商品名                                            | 歌 | 楽曲                        | 備考                                                               |
| ------------- | ------------------------------------------------- | --- | --------------------------- | ------------------------------------------------------------------ |
| 2013年5月16日 | The Galaxy Express 999                            | ALI PROJECT、ChouCho、Gero、GRANRODEO、i☆Ris、May'n、nano.RIPE、OLDCODEX、Ray、ZAQ、Zwei、アフィリア・サーガ、いとうかなこ、上坂すみれ、小倉唯、喜多村英梨、串田アキラ、栗林みな実、黒崎真音、小松未可子、サイキックラバー、鈴木このみ、鈴村健一、竹達彩奈、田村ゆかり、茅原実里、富永TOMMY弘明、中島愛、七森中☆ごらく部、南里侑香、野水いおり、日笠陽子、藤田麻衣子、三澤紗千香、水樹奈々、ゆいかおり | 「The Galaxy Express 999」  | ライブイベント『Animelo Summer Live 2013 -FLAG NINE-』テーマソング |
| 2020年10月7日 | デート・ア・ライブ キャラクターソングコレクション | 野水伊織 | 「Never Ending Love story」 | ゲーム『デート・ア・ライブ 蓮ディストピア』エンディングテーマ      |

### キャラクターソング
| 発売日   | 商品名 | 歌 | 楽曲 | 備考                                                             |
| 2009年   | 2009年 | 2009年 | 2009年 | 2009年                                                           |
| -------- | --- | --- | --- | ---------------------------------------------------------------- |
| 12月29日 | そらのおとしもの エンディングテーマ・コレクション                                                                                  | ニンフ（野水伊織） | 「夏色のナンシー」                                                                                                | テレビアニメ『そらのおとしもの』エンディングテーマ               |
| 12月29日 | そらのおとしもの エンディングテーマ・コレクション                                                                                  | イカロス（早見沙織）、ニンフ（野水伊織）、見月そはら（美名）、五月田根美香子（高垣彩陽）、桜井智樹（保志総一朗）、守形英四郎（鈴木達央）                         | 「ふり向くな君は美しい」                                                                                          | テレビアニメ『そらのおとしもの』エンディングテーマ               |
| 12月29日 | そらのおとしもの エンディングテーマ・コレクション                                                                                  | イカロス（早見沙織）、ニンフ（野水伊織）、見月そはら（美名） | 「春一番」 | テレビアニメ『そらのおとしもの』エンディングテーマ               |
| 2010年   | | | |                                                                  |
| 2月24日  | BEAM my BEAM | ひまりんこ・L・しずくえす［緋鞠（小清水亜美）、九崎凛子（野水伊織）、静水久（真堂圭）、リズリット・L・チェルシー（大亀あすか）、神宮寺くえす（松岡由貴）］       | 「BEAM my BEAM」                                                                                                  | テレビアニメ『おまもりひまり』エンディングテーマ                 |
| 3月10日  | そらのおとしもの キャラクター・ソング・アルバム〜そらの音楽祭〜                                                                    | ニンフ（野水伊織） | 「許して sweet heart」                                                                                            | テレビアニメ『そらのおとしもの』関連曲                           |
| 3月31日  | おまもりひまり ネコもシャクシもキャラソン・アルバム                                                                                | 九崎凜子（野水伊織） | 「BEAM my BEAM（ヴァージョン凛子）」                                                                              | テレビアニメ『おまもりひまり』関連曲                             |
| 12月8日  | そらのおとしものf プレゼンツ そらの少女TAI♪                                                                                        | そらの少女TAI♪ | 「天使のウインク」                                                                                                | テレビアニメ『そらのおとしものf』関連曲                          |
| 12月8日  | そらのおとしものf プレゼンツ そらの少女TAI♪                                                                                        | そらの少女TAI♪ | 「不思議Tokyoシンデレラ」                                                                                         | テレビアニメ『そらのおとしものf』関連曲                          |
| 12月8日  | そらのおとしものf プレゼンツ そらの少女TAI♪                                                                                        | そらの少女TAI♪ featuring IORI NOMIZU | 「じんじんさせて」                                                                                                | テレビアニメ『そらのおとしものf』関連曲                          |
| 12月22日 | そらのおとしものf“今年も”エンディング・テーマ・コレクション                                                                        | 桜井智樹（保志総一朗）、イカロス（早見沙織）、見月そはら（美名）、守形英四郎（鈴木達央）、五月田根美香子（高垣彩陽）、ニンフ（野水伊織）、アストレア（福原香織） | 「帰らざる日のために」                                                                                            | テレビアニメ『そらのおとしものf』エンディングテーマ              |
| 12月22日 | そらのおとしものf“今年も”エンディング・テーマ・コレクション                                                                        | ニンフ（野水伊織） | 「夏のお嬢さん」                                                                                                  | テレビアニメ『そらのおとしものf』エンディングテーマ              |
| 12月22日 | そらのおとしものf“今年も”エンディング・テーマ・コレクション                                                                        | イカロス（早見沙織）、ニンフ（野水伊織）、アストレア（福原香織）                                                                                                 | 「時代遅れの恋人たち」                                                                                            | テレビアニメ『そらのおとしものf』エンディングテーマ              |
| 2011年   | | | |                                                                  |
| 2月16日  | そらのおとしものf〜天使達の声（うたひめヴォイス）が響く〜                                                                          | ニンフ（野水伊織）、月見そはら（美名） | 「Run!Run!スプリンター」                                                                                          | テレビアニメ『そらのおとしものf』関連曲                          |
| 4月20日  | これはゾンビですか？ めっちゃ挿入歌＆めっちゃサントラ番外編                                                                        | ハルナ（野水伊織） | 「そりゃ魔装でしょ！Rock'nRoll」                                                                                  | テレビアニメ『これはゾンビですか？』関連曲                       |
| 7月1日   | TVアニメ デッドマン・ワンダーランド キャラクターソング 鷹見水名月                                                                  | DWB feat. MINATSUKI | 「ハミングバード」                                                                                                | テレビアニメ『デッドマン・ワンダーランド』関連曲                 |
| 7月1日   | TVアニメ デッドマン・ワンダーランド キャラクターソング 鷹見水名月                                                                  | DWB feat. MINATSUKI | 「プリムローズ」                                                                                                  | テレビアニメ『デッドマン・ワンダーランド』関連曲                 |
| 9月7日   | TVアニメーション「いつか天魔の黒ウサギ」キャラクターソングCD vol.2                                                                 | 安藤美雷（野水伊織） | 「Sparkling Kiss」                                                                                                | テレビアニメ『いつか天魔の黒ウサギ』第3話エンディングテーマ      |
| 12月28日 | マケン姫っ！ 全エンディングっ！ | 天谷春恋（下屋則子）、櫛八イナホ（野水伊織） | 「Baby!Baby! Ver.1」                                                                                              | テレビアニメ『マケン姫っ！』エンディングテーマ                   |
| 12月28日 | マケン姫っ！ 全エンディングっ！ | 櫛八イナホ（野水伊織）、姫神コダマ（矢作紗友里） | 「Baby!Baby! Ver.6」                                                                                              | テレビアニメ『マケン姫っ！』エンディングテーマ                   |
| 12月28日 | マケン姫っ！ 全エンディングっ！ | 天谷春恋（下屋則子）、櫛八イナホ（野水伊織）、姫神コダマ（矢作紗友里）                                                                                           | 「Baby!Baby! Ver.12」                                                                                             | テレビアニメ『マケン姫っ！』エンディングテーマ                   |
| 2012年   | | | |                                                                  |
| 1月18日  | マケン姫っ！ キャラクター・ソング・アルバム「ドキッ☆ 水着でデスマッチ」                                                            | 櫛八イナホ（野水伊織） | 「You & Me♥Cookie & Cream」                                                                                       | テレビアニメ『マケン姫っ！』関連曲                               |
| 7月4日   | TVアニメーション これはゾンビですか？オブ・ザ・デッド めっちゃフェスティボー!公式ガイドCD〜つまり歌モノ全部と2期のBGM入り2枚組BEST | ZMB243 | 「めっちゃ！LOVE！イマジネーション」                                                                              | テレビアニメ『これはゾンビですか？ オブ・ザ・デッド』関連曲      |
| 7月4日   | TVアニメーション これはゾンビですか？オブ・ザ・デッド めっちゃフェスティボー!公式ガイドCD〜つまり歌モノ全部と2期のBGM入り2枚組BEST | ユー（月宮みどり）、ハルナ（野水伊織） | 「素顔 〜ユー&ハルナ Duet version」                                                                               | テレビアニメ『これはゾンビですか？ オブ・ザ・デッド』関連曲      |
| 9月26日  | うぽって!! Special Album 青錆学園放送部「ウチは認めんで！」篇                                                                      | ふんこ（野水伊織） | 「らいふるらいふらぶ」                                                                                            | テレビアニメ『うぽって!!』関連曲                                 |
| 11月9日  | 未来色の約束 | 星の少女tai☆ | 「未来色の約束」 「Treasure 〜星の少女tai☆Mix〜」                                                                 | テレビアニメ『えびてん 公立海老栖川高校天悶部』主題歌            |
| 11月23日 | Precious | 碧陽学園生徒会Lv.2 | 「Precious」 | テレビアニメ『生徒会の一存 Lv.2』オープニングテーマ              |
| 11月23日 | Precious | 野水伊織 | 「Precious 〜Iori solo Mix〜」                                                                                    | テレビアニメ『生徒会の一存 Lv.2』関連曲                          |
| 11月23日 | Precious | 碧陽学園生徒会Lv.2 | 「Treasure Lv.2」                                                                                                 | テレビアニメ『生徒会の一存 Lv.2』関連曲                          |
| 12月7日  | えびてん 公立海老栖川高校天悶部 Character Song Album THEリスペクト EB10 Vol.1                                                      | エリザベス・マーガレット（野水伊織） | 「デリケートに好きして〜TV mix〜」 「わたしはだぁれ？〜EB10 mix〜」                                               | テレビアニメ『えびてん 公立海老栖川高校天悶部』関連曲            |
| 12月7日  | えびてん 公立海老栖川高校天悶部 Character Song Album THEリスペクト EB10 Vol.1                                                      | 戸田山泉子（野水伊織） | 「ビンタ…延々と」                                                                                                 | テレビアニメ『えびてん 公立海老栖川高校天悶部』関連曲            |
| 12月21日 | えびてん 公立海老栖川高校天悶部 Character Song Album THEリスペクト EB10 Vol.2                                                      | 戸田山響子（阿澄佳奈） feat. 星の少女tai☆ | 「未来色の約束〜KYOKO IRO mix〜」                                                                                 | テレビアニメ『えびてん 公立海老栖川高校天悶部』関連曲            |
| 12月21日 | えびてん 公立海老栖川高校天悶部 Character Song Album THEリスペクト EB10 Vol.2                                                      | 戸田山泉子（野水伊織） | 「さよなら人類〜TV mix〜」 「MONKEY MAGIC〜TV mix〜」 「愛はブーメラン〜IZUMIKO PARADISE mix〜」                  | テレビアニメ『えびてん 公立海老栖川高校天悶部』関連曲            |
| 12月21日 | えびてん 公立海老栖川高校天悶部 Character Song Album THEリスペクト EB10 Vol.2                                                      | エリザベス・マーガレット（野水伊織） | 「わたしはだぁれ？〜Original mix〜」                                                                              | テレビアニメ『えびてん 公立海老栖川高校天悶部』関連曲            |
| 2013年   | | | |                                                                  |
| 1月25日  | 生徒会の一存 Lv.2 コレクションする生徒会                                                                                           | 碧陽学園生徒会Lv.2 | 「Fo(u)r Seasons」                                                                                                | テレビアニメ『生徒会の一存 Lv.2』エンディングテーマ              |
| 1月25日  | 生徒会の一存 Lv.2 コレクションする生徒会                                                                                           | 碧陽学園生徒会Lv.2 | 「羊が一匹、二匹数えて寝ましょう」                                                                                | テレビアニメ『生徒会の一存 Lv.2』エンディングテーマ              |
| 1月25日  | 生徒会の一存 Lv.2 コレクションする生徒会                                                                                           | 碧陽学園生徒会Lv.2 | 「KIZUNA」 | テレビアニメ『生徒会の一存 Lv.2』エンディングテーマ              |
| 1月25日  | 生徒会の一存 Lv.2 コレクションする生徒会                                                                                           | 碧陽学園生徒会Lv.2 | 「超絶☆こけてぃっしゅ」                                                                                           | テレビアニメ『生徒会の一存 Lv.2』エンディングテーマ              |
| 1月25日  | 生徒会の一存 Lv.2 コレクションする生徒会                                                                                           | 碧陽学園生徒会Lv.2 | 「BLUE SKY」 | テレビアニメ『生徒会の一存 Lv.2』エンディングテーマ              |
| 1月25日  | 生徒会の一存 Lv.2 コレクションする生徒会                                                                                           | 椎名真冬（野水伊織） | 「Fo(u)r Seasons 〜Winter mix〜」                                                                                 | テレビアニメ『生徒会の一存 Lv.2』関連曲                          |
| 2月20日  | 問題児たちが異世界から来るそうですよ？ サウンド・コミュニティI                                                                     | 黒ウサギ（野水伊織） | 「Yes! Boys&Girls!!」                                                                                             | テレビアニメ『問題児たちが異世界から来るそうですよ？』関連曲     |
| 8月28日  | TVアニメーション ブラッドラッド オリジナルサウンドトラック I                                                                       | 柳冬実（野水伊織） | 「トワイライト」                                                                                                  | テレビアニメ『ブラッドラッド』関連曲                             |
| 2014年   | | | |                                                                  |
| 3月5日   | マケン姫っ！通 ビキニだらけの大音楽会 《セクシー部門篇》                                                                           | 櫛八イナホ（野水伊織） | 「愛情・測定不能」                                                                                                | テレビアニメ『マケン姫っ！通』関連曲                             |
| 3月5日   | マケン姫っ！通 ビキニだらけの大音楽会 《セクシー部門篇》                                                                           | 天谷春恋（下屋則子）、櫛八イナホ（野水伊織）、姫神コダマ（矢作紗友里）                                                                                           | 「ギラギラ」 | テレビアニメ『マケン姫っ！通』関連曲                             |
| 7月23日  | デート・ア・ライブII ミュージック・セレクション DATE A "EXTREME" MUSIC                                                             | 四糸乃（野水伊織） | 「Lonely, Morning, Dreaming」                                                                                     | テレビアニメ『デート・ア・ライブII』関連曲                       |
| 8月25日  | 艦隊これくしょん -艦これ- 艦娘想歌【壱】KanColle Vocal Collection vol.1                                                            | 一航戦旗艦二代 | 「暁の水平線に」                                                                                                  | ゲーム『艦隊これくしょん -艦これ-』関連曲                        |
| 10月29日 | ワタシハオマエノナカニイル | coffin princess | 「ワタシハオマエノナカニイル」                                                                                    | テレビアニメ『棺姫のチャイカ AVENGING BATTLE』エンディングテーマ |
| 2015年   | | | |                                                                  |
| 3月25日  | 艦娘乃歌 Vol.1 | 第五航空戦隊［翔鶴・瑞鶴（野水伊織）］ | 「二羽鶴」 | テレビアニメ『艦隊これくしょん -艦これ-』関連曲                  |
| 3月25日  | 艦娘乃歌 Vol.1 | 艦娘特別艦隊 | 「Let's not say "good-bye"」                                                                                      | テレビアニメ『艦隊これくしょん -艦これ-』関連曲                  |
| 3月25日  | 新妹魔王の契約者 臨界突破の悦楽音楽集                                                                                              | 野中柚希（ブリドカットセーラ恵美）、野中胡桃（野水伊織） | 「Symphony Memory」                                                                                               | テレビアニメ『新妹魔王の契約者』関連曲                           |
| 7月31日  | トリアージX BD・DVD第2巻特典CD | Asymmetry | 「クリスタライズ」                                                                                                | テレビアニメ『トリアージX』挿入歌                                |
| 7月31日  | トリアージX BD・DVD第2巻特典CD | 三日月はろん（野水伊織）、三日月すみれ（幸田夢波）、梨田織葉（佐藤亜美菜）                                                                                       | 「トリニティインフィニティ」                                                                                      | テレビアニメ『トリアージX』挿入歌                                |
| 10月30日 | 空戦魔導士候補生の教官 BD・DVD第2巻特典CD                                                                                          | リコ（野水伊織） | 「類い稀なる我が美貌」                                                                                            | テレビアニメ『空戦魔導士候補生の教官』                           |
| 2016年   | | | |                                                                  |
| 1月17日  | まろに☆あるばむ | まろに☆え〜る | 「まろに☆YELL!」 「Suger&Spice」 「2人の愛の証は並んでるあなたと私」 「桜の手紙」 「まろに☆え〜るの日光和楽踊り」 | 『まろに☆え〜る』関連曲                                          |
| 2017年   | | | |                                                                  |
| 5月4日   | まろに☆あるばむ2 | まろに☆え〜る | 「Cosmic Fanfaration!」 「アゲてけ⤴⤴うぇいうぇいサマー！」                                                        | 『まろに☆え〜る』関連曲                                          |
| 5月4日   | まろに☆あるばむ2 | 春崎野乃花（野水伊織） | 「Berry Berry Lovesong」                                                                                          | 『まろに☆え〜る』関連曲                                          |
| 7月19日  | パチスロ そらのおとしものフォルテ登場記念「そらのおとしものオリジナルソングコレクション」                                          | ニンフ（野水伊織） | 「キャンディライクエモーション」                                                                                  | パチスロ『パチスロ そらのおとしものフォルテ』使用曲              |
| 7月19日  | パチスロ そらのおとしものフォルテ登場記念「そらのおとしものオリジナルソングコレクション」                                          | イカロス（早見沙織）、ニンフ（野水伊織）、アストレア（福原香織）                                                                                                 | 「PLEASE ～メイレイデスカ？～」                                                                                   | パチスロ『パチスロ そらのおとしものフォルテ』使用曲              |
| 2019年   | パチスロ そらのおとしものフォルテ登場記念「そらのおとしものオリジナルソングコレクション」                                          | | |                                                                  |
| 1月9日   | ワールドウィッチーズシリーズ10周年記念 秘め歌コレクション特別盤 Vol.3 西ヨーロッパ篇                                               | ミーナ・ディートリンデ・ヴィルケ（田中理恵）、リネット・ビショップ（名塚佳織）、ロザリー・ド・エムリコート・ド・グリュンネ（野水伊織）                           | 「Stronger」 | 『ワールドウィッチーズ』関連曲                                   |
| 9月11日  | 新ワールドウィッチーズシリーズ秘め歌コレクション特別版 ディジョン篇                                                                | 黒田那佳（中村繪里子）、ロザリー・ド・エムリコート・ド・グリュンネ（野水伊織）                                                                                   | 「What's really important?」                                                                                      | 『ワールドウィッチーズ』関連曲                                   |

### 参加映像作品
- アニソン★カフェ ゆめが丘 DVD vol.0
- 青空音色箱〜おてんばアリスの冒険記〜（PV）
- 春花春灯・春街人（水着無し、イメージ）
- ミラクル★ドロップス（PV）

### 作詞
- 持ち歌すべて（2008年までの本人名義）
- 関根沙亜耶「StepSkip」「すきなひと。。」
- その他

## ライブ・イベント

### ワンマンライブ
| 出演日         | タイトル                                              | 会場                |
| -------------- | ----------------------------------------------------- | ------------------- |
| 2013年1月6日   | 野水いおり 1st ワンマンライブ「Signalize」            | 新宿FACE（東京都）  |
| 2014年2月9日   | 野水いおり 2nd ワンマンライブ「Hat Trick」            | 赤坂BLITZ（東京都） |
| 2015年10月18日 | 野水いおり 3rd ワンマンライブ「コギト・エルゴ・スム」 | 新宿BLAZE（東京都） |

### 合同ライブ
| 出演日        | タイトル                             | 会場                               |
| ------------- | ------------------------------------ | ---------------------------------- |
| 2012年8月25日 | Animelo Summer Live 2012 -INFINITY∞- | さいたまスーパーアリーナ（埼玉県） |
| 2013年8月25日 | Animelo Summer Live 2013 -FLAG NINE- | さいたまスーパーアリーナ（埼玉県） |
| 2015年8月28日 | Animelo Summer Live 2015 -THE GATE-  | さいたまスーパーアリーナ（埼玉県） |

## 書籍

### 雑誌
- コンプティーク 2011年2月号 （角川書店）「野水伊織の「構成要素」」連載開始
- コンプティーク 2011年2月号 （角川書店）野水いおりインタビュー
- メガミマガジン 2010年12月号 （学研パブリッシング）「そらの少女TAI♪」お披露目ライブレポート、眉山山頂『マチ★アソビ』秋フェスタレポート記事が掲載
- 月刊少年エース 2010年9月号（角川書店）「やって来ました！みなのみず」イベントレポート
- 月刊少年エース 2010年8月号（角川書店）「中国国際ニューメディア祭」レポート
- 月刊少年エース 2010年7月号（角川書店）「そらのおとしものTVアニメ最新情報」インタビュー
- 月刊少年エース 2010年6月号（角川書店）「そらのおとしもの青春ヒットパラダイス」誌上レポート
- 声優グランプリ 2010年5月号（主婦の友社）「フレッシュ声優新聞」
- コンプティーク 2010年4月号 No.378（角川書店）「ドキサマの特集ページ」インタビュー
- 月刊ドラゴンエイジ 2010年3月号（富士見書房）「おまひまTVアニメにゃんフォメーション」インタビュー
- ヤンヤンCandy Vol.3（徳間書店）インタビュー記事
- アニメディア 2010年1月号（学研パブリッシング）「第43回 RADIO NEW GENERATION」
- Newtype 2010年1月号（角川書店）「Event&Voice」そらのおとしもの「歌って歌って ニンフちゃん降臨祭」
- 月刊ドラゴンエイジ 2010年1月号（富士見書房）「おまひまTVアニメにゃんフォメーション」
- ボイスニュータイプ No.035（角川書店）カドまる情報局、おまひま☆HRインタビュー、みみっ娘☆ぼんかふぇ学園キャスト発表、声優手帳、4件掲載
- メガミマガジン 2010年1月号 Vol.116（学研パブリッシング）「教えて！中の人」ピックアップコーナー
- 月刊少年エース 2010年1月号（角川書店）「そらおとキャスト陣、エンディングを語る！」「歌って歌ってニンフちゃん降誕祭」
- コンプティーク 2009年11月号（角川書店）「Pick up the Person」
- 月刊少年エース 2009年11月号（角川書店）エース掲載と特別付録CD出演
- 月刊少年エース 2009年8月号（角川書店）アニメ最新情報「そらのおとしものメインキャスト大発表」
- 月刊ドラゴンエイジ 2009年9月号（公式ファンブック）「おまひまTVアニメにゃんフォメーション」
- 月刊ドラゴンエイジ 2009年8月号（富士見書房）「アフレコ現場からキャストさんの生コメントをお届け」
- ボイスニュータイプ No.033（角川書店）「Catch Your Dream」P.58
- SPA! （扶桑社）
- FRIDAY （講談社）
- COSMODE vol.010（英知出版）
- GRAPHY vol.10（KKベストセラーズ）
- ザ・ベストMAGAZINE 2005年12月号（KKベストセラーズ）
- BOON（祥伝社）
- 月刊『ネットランナー』（ソフトバンクパブリッシング）
- BestGear 2006年2月号（徳間書店）
- street Jack 2006年3月号（KKベストセラーズ）
- Yahoo! Internet Guide 2006年2月号（ソフトバンククリエイティブ）
- もえるるぶ東京案内2006年版
- メイド探索倶楽部 めいたん 06'3月号（エンターブレイン）野水伊織の表紙
- メイドカフェカタログ（宝島社）
- バイトイン
- 月刊『でるネット』 2005年9月号
- 電撃「マ）王 11月号（メディアワークス）
- 電撃レイヤーズ Vol.10（メディアワークス）

### 小説
- 奇縁邃古流離譚（電子書店パピレス）
  - 電子書籍媒体のみで販売されていたが、2013年以降は販売が停止されている。
- steam ARMS -Trigger of Destiny-

### 関連書籍
- ももかコミカライズド 帯、あとがき寄稿（2010年12月10日）
- おまもりひまり公式ファンブック（富士見書房）（2010年5月20日）
- そらのおとしものオフィシャルファンブック（角川書店）（2010年3月26日）

## 個展
- アリアドネの心想（写真・詩）2007年10月

### シリーズ一覧
1. ↑  第1期（2009年）、第2期『f』（2010年）
2. ↑  第1期（2011年）、第2期『オブ・ザ・デッド』（2012年）
3. ↑  第1期（2011年）、第2期『通』（2014年）
4. ↑  第1期（2013年）、第2期『II』（2014年）、第3期『III』（2019年）、第4期『IV』（2022年）、第5期『V』（2024年）
5. ↑  第1期（2014年）、第2期『AVENGING BATTLE』（2014年）
6. ↑  第1期（2015年）、第2期『BURST』（2015年）
7. ↑  第1期（2018年）、第2期（2020年）
8. ↑  第1作『時計じかけの哀女神』（2011年）、第2作『Final 永遠の私の鳥籠』（2014年）
9. ↑  『鴨川デイズ』（2012年）、『ピクチャードラマ』（2012年）
10. ↑  『艦これ』（2013年 - 2022年）、『艦これ改』（2016年）、『艦これアーケード』（2016年 - 2019年）

### ユニットメンバー
1. ↑  野水伊織、福原香織、美名、大亀あすか
2. ↑  ハルナ（野水伊織）、ユー（月宮みどり）、トモノリ（金元寿子）、サラス（合田彩）、平松妙子（山口理恵）、アリエル大先生（清水愛）
3. 1 2  野水伊織、西明日香、村井理沙子、月宮みどり
4. 1 2 3  桜野くりむ（本多真梨子）、紅葉知弦（美名）、椎名美夏（富樫美鈴）、椎名真冬（野水伊織）
5. ↑  赤城（藤田咲）、翔鶴（野水伊織）
6. ↑  安済知佳、藏合紗恵子、野水伊織
7. ↑  赤城（藤田咲）、加賀（井口裕香）、瑞鶴（野水伊織）、金剛（東山奈央）、島風（佐倉綾音）、吹雪（上坂すみれ）
8. ↑  三日月はろん（野水伊織）、三日月すみれ（幸田夢波）
9. 1 2  春崎野乃花（野水伊織）、堤愛実（設楽麻美）、瓜田瑠梨（小林元子）